# Runda Tokijska
Runda Tokijska – runda negocjacji GATT odbywająca się w latach 1973-1979, wzięło w niej udział 102 kraje. Odbywała się w latach bezpośrednio po kryzysie naftowym. Stawki celne zostały obniżone już w czasie Rundy Kennedy’ego, głównym zadaniem Rundy Tokijskiej było złagodzenie przepisów taryfowych i pozataryfowych w stosunku do Japonii i sfer wpływów azjatyckich i USA.
Podstawowe ustalenia Rundy Tokijskiej:
1. obniżka ceł od 33% do 6% na artykuły przemysłowe
2. przyjęcie kodeksów mających na celu regulacje dotyczące stosowania przez państwa instrumentów pozataryfowych w polityce handlowej
3. preferencje dla krajów rozwijających się